# Liste der Landschaftsschutzgebiete im Schwarzwald-Baar-Kreis
Im Schwarzwald-Baar-Kreis gibt es 25 Landschaftsschutzgebiete. Nach der Schutzgebietsstatistik der Landesanstalt für Umwelt, Messungen und Naturschutz Baden-Württemberg (LUBW) stehen 8.918,84 Hektar der Landkreisfläche unter Landschaftsschutz, das sind 8,70 Prozent.
| Name                                                  | Bild | Kennung                  | Einzelheiten | Position | Fläche Hektar | Datum         |
| ----------------------------------------------------- | ---- | ------------------------ | --- | -------- | ------------- | ------------- |
| Gaienbühl                                             | BW   | 3.26.001 WDPA: 320942    | Königsfeld im Schwarzwald Große Wiesenflächen und kleinere Waldstücke südlich Königsfeld; seltene Flora. | ⊙        | 50,3          | 15. Juli 1954 |
| Triberger Wasserfälle und Prisenbach                  |      | 3.26.002 WDPA: 325229    | Schönwald im Schwarzwald, Triberg im Schwarzwald Das Gebiet umfasst die bekannten Wasserfälle mit Umgebung und das reizende Tälchen des Prisenbachs mit einigen Wasserfällen. | ⊙        | 114,6         | 15. Juli 1954 |
| Harzloch                                              | BW   | 3.26.003 WDPA: 321405    | Sankt Georgen im Schwarzwald Waldtal mit Wiesen in schöner ruhiger Lage. Wesentlich für den Kurort Peterzell. | ⊙        | 40,0          | 5. Aug. 1954  |
| Ruine Waldau                                          |      | 3.26.004 WDPA: 324036    | Königsfeld im Schwarzwald Burgruine Waldau und Umgebung. | ⊙        | 15,4          | 10. Aug. 1954 |
| Glasbachtal                                           |      | 3.26.005 WDPA: 321087    | Königsfeld im Schwarzwald Wiesental mit Teichen inmitten schöner Wälder. | ⊙        | 148,2         | 10. Aug. 1954 |
| Schwarzenbachtal                                      |      | 3.26.006 WDPA: 324485    | Schönwald im Schwarzwald, Schonach im Schwarzwald Schöne Schwarzwaldlandschaft, Hochtal mit Bauernhöfen inmitten weiter Wiesen und Wälder; am Talschluss der Blindensee. | ⊙        | 396,5         | 30. Apr. 1990 |
| Neckartäle                                            | BW   | 3.26.007 WDPA: 323157    | Dauchingen Der Neckar fließt hier zwischen bewaldeten Steilhängen durch die Talwiesen. Dieses reizvolle Stück Landschaft wird von Wanderern stark besucht und sollte deshalb in seiner Ursprünglichkeit erhalten werden. | ⊙        | 26,2          | 2. Feb. 1956  |
| Hirzwald-Lägerfelsen                                  |      | 3.26.008 WDPA: 321634    | Sankt Georgen im Schwarzwald, Triberg im Schwarzwald Stark bewegtes Gelände westlich der Brigachquelle mit waldigen Kuppen und Felsgruppen. | ⊙        | 396,7         | 21. Mai 1957  |
| Groppertal                                            | BW   | 3.26.009 WDPA: 321175    | Unterkirnach, Villingen-Schwenningen Schwarzwaldtal zwischen Villingen und St. Georgen, durch welches die Schwarzwaldbahn führt. | ⊙        | 539,7         | 11. Nov. 1957 |
| Simonswälder Tal                                      |      | 3.26.010 WDPA: 324580    | Furtwangen im Schwarzwald, Gütenbach 2 Teilgebiete. Wildbachtal mit einzigartiger schöner Kultur- und Naturlandschaft. Tal der Wildgutach und ihr Einzugsgebiet von Dreistegen bis Obersimonswald mit Zweribach, Simmelberg, Hintereck. | ⊙        | 601,0         | 17. Aug. 1942 |
| Kirnbergsee                                           |      | 3.26.011 WDPA: 322154    | Bräunlingen Landschaft um den Stausee und Ruine Kirnberg. | ⊙        | 123,8         | 28. Nov. 1960 |
| Landschaft um das Naturschutzgebiet Schwenninger Moos |      | 3.26.012 WDPA: 322408    | Villingen-Schwenningen Nördlich des Naturschutzgebietes Schwenninger Moos. Dieser Landschaftsteil wird teilweise durch Sportanlagen und auch durch Ausbau der Stadt gefährdet. | ⊙        | 81,5          | 27. März 1965 |
| Hochschwarzwald                                       |      | 3.26.015 WDPA: 321648    | Vöhrenbach Hochschwarzwaldlandschaft mit Tälern, Bergen und Seen; hervorragende Erholungslandschaft. | ⊙        | 2.118,1       | 10. Juli 1968 |
| Schwenninger Moos                                     |      | 3.26.016 WDPA: 324498    | Villingen-Schwenningen Sicherung des gleichnamigen Naturschutzgebiets, Bewahrung des NSG vor negativen Einflüssen. | ⊙        | 3,6           | 19. März 1985 |
| Zollhausried                                          |      | 3.26.017 WDPA: 325994    | Blumberg Sicherung des gleichnamigen NSG, Bewahrung insbesondere der Tierwelt vor störenden Einwirkungen. | ⊙        | 63,8          | 31. Okt. 1985 |
| Achdorfer Tal, Buchberg und Mundelfinger Viehweide    |      | 3.26.018 WDPA: 319431    | Blumberg, Hüfingen Weitgehend naturnahe Landschaft mit Grünland, Mischwald, Feldhecken und Halbtrockenrasen als ökologischer Ausgleichsraum; Naherholungs- und Urlaubsgebiet. | ⊙        | 1.796,7       | 1. Apr. 1987  |
| Wutachschlucht                                        |      | 3.26.019 WDPA: 325968    | Bräunlingen, Hüfingen Die Sicherung des gleichnamigen Naturschutzgebiets und die Sicherstellung eines ausgewogenen Naturhaushaltes, die Erhaltung der Eigenart und Schönheit der Muschelkalk- und Keupereinhänge - mit sehr bewegtem Relief und vielgestaltigem Wechsel von Wald, Wiesen und Weiden - soll gewährleistet werden. | ⊙        | 327,8         | 16. März 1989 |
| Teufenbachtal                                         |      | 3.26.020 WDPA: 325148    | Niedereschach Weitgehend naturnahes, landschaftlich reizvolles Tal mit Bachauen, Quellfluren, Halbtrockenrasen und lockeren Waldsukzessionen auf ehemaligen Schafweiden; regionale Erholungsfunktion. | ⊙        | 129,2         | 17. Feb. 1989 |
| Talschwarzwald-Obere Elz                              |      | 3.26.021 WDPA: 325084    | Schonach im Schwarzwald Schwarzwaldtallandschaf mit großflächigen Waldgebieten, Wiesen, Mooren, Weiden, Felsbildungen, Versteinerungen und tief ins Urgestein eingeschnittenes Elztal; überregionale Erholungsfunktion. | ⊙        | 948,2         | 14. Nov. 1989 |
| Villingen Süd                                         |      | 3.26.022 WDPA: 325418    | Villingen-Schwenningen Zwei naturnahe Bachtäler mit Grünland, Mischwald, Feldgehölzen und artenreichen Saumgesellschaften. | ⊙        | 488,3         | 16. Apr. 1991 |
| Huflen                                                | BW   | 3.26.023 WDPA: 321797    | Donaueschingen Karstquellgebiet mit wertvollen Gehölzen und Hochstaudenfluren; Puffer und Ergänzungsfunktion für das gleichnamige flächenhafte Naturdenkmal. | ⊙        | 22,2          | 21. Jan. 1992 |
| Weiherbachtal                                         |      | 3.26.024 WDPA: 325718    | Donaueschingen Wiesenflächen und andere Strukturen als Vernetzung der Teilflächen des gleichnamigen NSG; Sicherung des NSG vor Beeinträchtigungen; Nahrungsbiotop für verschiedene Vogelarten. | ⊙        | 26,8          | 9. Feb. 1996  |
| Birken-Mittelmeß                                      |      | 3.26.025 WDPA: 319955    | Bad Dürrheim, Donaueschingen Wiesenflächen, Geländemulden und andere Lebensräume als Vernetzung der Teilflächen des gleichnamigen NSG; Sicherung des NSG vor Beeinträchtigungen; Brut- und Nahrungsbiotop für verschiedene Vogelarten. | ⊙        | 138,9         | 17. Dez. 1996 |
| Rohrhardsberg-Obere Elz                               |      | 3.26.026 WDPA: 323933    | Furtwangen im Schwarzwald, Schönwald im Schwarzwald, Schonach im Schwarzwald Sicherung des gleichnamigen Naturschutzgebietes vor Beeinträchtigungen sowie die Verwirklichung seines Schutzzwecks, nämlich die Anpassung der Freizeit- und Erholungsnutzung an die Ziele des Naturschutzes auf der Grundlage des »Integralen Modellprojekts Rohrhardsberg/Martinskapelle«; die Erhaltung und Entwicklung naturnaher Bergmischwälder und die Erhaltung und naturnahe Gestaltung der nicht bewaldeten Bereiche. | ⊙        | 291,7         | 18. Dez. 1997 |
| Mönchsee-Weiherwiesen                                 |      | 3.26.027 WDPA: 555552623 | Mönchweiler, Villingen-Schwenningen Ergänzung und Sicherung des gleichnamigen Naturschutzgebiets vor Beeinträchtigungen, zur ökologischen Vernetzung der NSG-Teilflächen und zur Erhaltung von Wiesenflächen u. a. Strukturen. | ⊙        | 34,1          | 26. März 2012 |
| Legende für Landschaftsschutzgebiet                   |      |                          | |          |               |               |